# Herald Sun Tour
Die Herald Sun Tour ist ein australisches Etappenrennen für Radrennfahrer in Melbourne und dem Bundesstaat Victoria.
Das 1952 zum ersten Mal ausgetragene Rennen geht meist über sechs Tage und wurde zunächst jährlich im Oktober und später zu Jahresbeginn ausgetragen. Von 2005 bis 2011 zählte es zur UCI Oceania Tour und war in die Kategorie 2.1 eingestuft.

## Geschichte
Der erste Sieger des Gesamtklassements war Keith Rowley, ein Schäfer. J. McDonough war der erste Bergkönig und gewann auch die Punktewertung. Beide kamen aus der Provinz Victoria, wo das Rennen auch stattfand.
Mitte der 80er Jahre nahmen zum ersten Mal Profis an der Tour teil. Die wohl berühmtesten Australier, die das Rennen für sich entscheiden konnten, waren Russell Mockridge 1957, Neil Stephens 1986, der Gewinner des grünen Trikots der Tour de France, Baden Cooke 2002 und Stuart O’Grady. Rekordhalter mit fünf Siegen (in Folge) ist der Australier Barry Waddell.
2004 nahmen 85 Fahrer teil, die die 1.111 Kilometer in 13 Etappen bewältigten. Die schwersten Anstiege, die es zu bezwingen gab, waren die Kategorie-1-Berge Mount Baw Baw und Otway Ranges. Jonas Ljungblad vom italienischen Team Amore e Vita sicherte sich den Gesamtsieg.
2010 wurde das Rennen nicht ausgetragen. Grund dafür war, dass die Veranstalter in Absprache mit der UCI die Rundfahrt in das Frühjahr verlegen wollten, um die Attraktivität zu erhöhen. Auch die anstehenden Weltmeisterschaften in Melbourne waren ein Grund hierfür. Wegen der Neustrukturierung des UCI-Kalenders wurde diese Idee wieder verworfen, und das Rennen fand 2011 wieder an seinem angestammten Platz im Oktober statt. 2012 wurde beschlossen, das Rennen nun doch ins Frühjahr zu verlegen, so dass 2012 wiederum keine Austragung stattfand, das Rennen nun aber im Vorfeld der Tour Down Under zu Jahresbeginn im Januar 2013 als Rennen des nationalen Kalenders ausgetragen wurde. Im September 2013 wurde bekannt, dass die UCI das Rennen ab 2014 wieder in die UCI Oceania Tour aufnehmen wird.
Bei der Austragung im Jahr 2014 musste die Schlussetappe der Herald Sun Tour abgesagt werden, weil die Sicherheitskräfte zur Bekämpfung von Buschbränden abgezogen wurden.

## Palmarès

### Männer

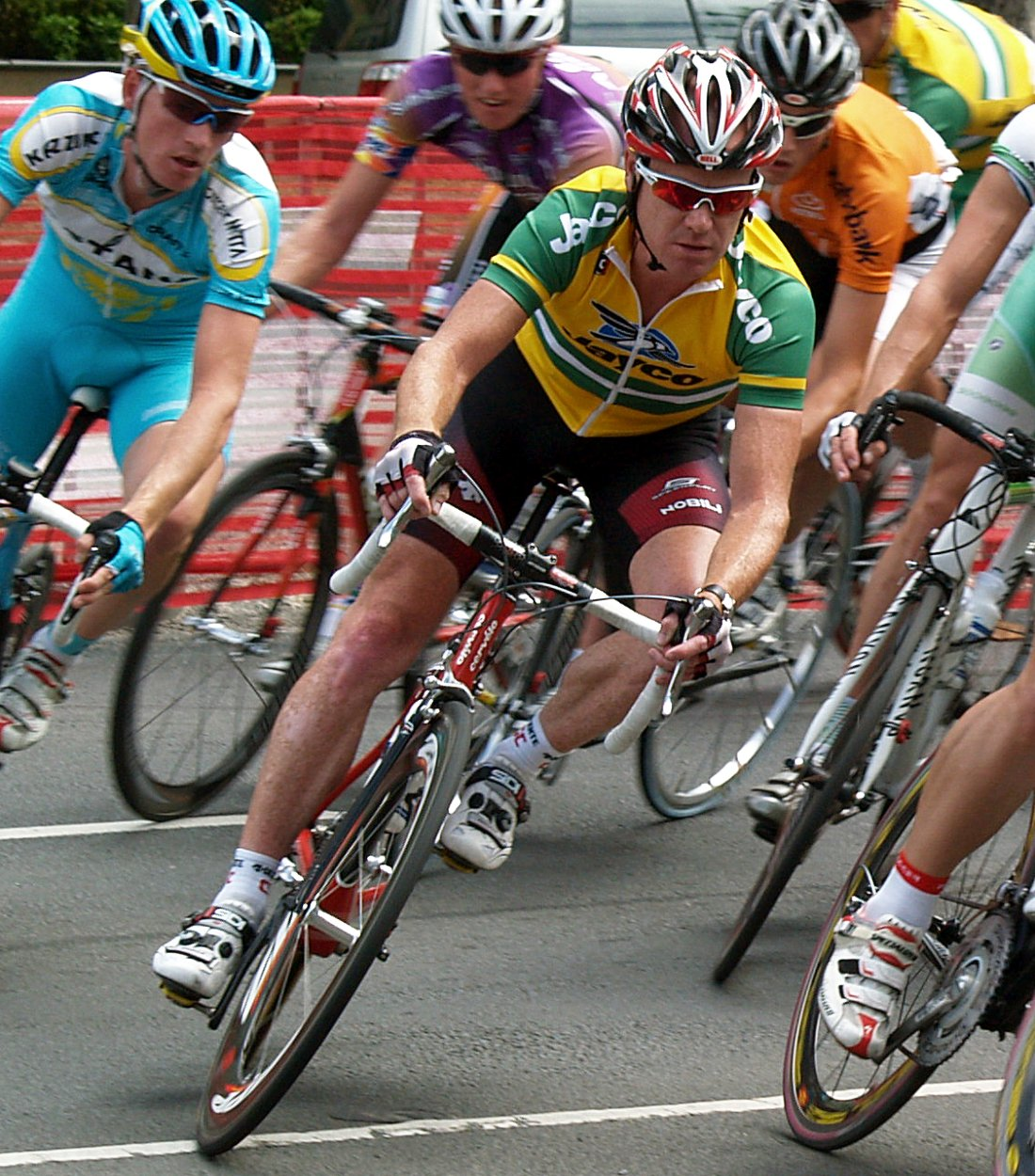
Rennszene aus dem Jahr 2007

- 2020  Jai Hindley
- 2019  Dylan van Baarle
- 2018  Esteban Chaves
- 2017  Damien Howson
- 2016  Chris Froome
- 2015  Cameron Meyer
- 2014  Simon Clarke
- 2013  Calvin Watson
- 2012 nicht ausgetragen
- 2011  Nathan Haas
- 2010 nicht ausgetragen
- 2009  Bradley Wiggins
- 2008  Stuart O’Grady
- 2007  Matthew Wilson
- 2006  Simon Gerrans
- 2005  Simon Gerrans
- 2004  Jonas Ljungblad
- 2003  Tim Johnson
- 2002  Baden Cooke
- 2001  Peter Wrolich
- 2000  Eugen Wacker
- 1999  Michael Blaudzun
- 1998  Alessandro Pozzi
- 1997  Norman Alvis
- 1996  Scott Moninger
- 1995  William Bishop
- 1994  Christian Henn
- 1993  David Mann
- 1992  Bart Bowen
- 1991  Michael Engleman
- 1990  Udo Bölts
- 1989  Marcel Arntz
- 1988  Adrie van der Poel
- 1987  Stefano Tomasini
- 1986  Neil Stephens
- 1985  Malcolm Elliott
- 1984  Gary Sutton
- 1983  Shane Sutton
- 1982  Terry Hammond
- 1981  Clyde Sefton
- 1980  David Allan
- 1979  John Trevorrow
- 1978  Terry Hammond
- 1977  John Trevorrow
- 1976  Peter Besanko
- 1975  John Trevorrow
- 1974  Graham McVilly
- 1973  Graham McVilly
- 1972  Ken Evans
- 1971  Graham McVilly
- 1970  Trevor Williamson
- 1969  Keith Oliver
- 1968  Barry Waddell
- 1967  Barry Waddell
- 1966  Barry Waddell
- 1965  Barry Waddell
- 1964  Barry Waddell
- 1963  Bill Lawrie
- 1962  Bill Knevitt
- 1961  John Young
- 1960  Peter Panton
- 1959  Peter Panton
- 1958  John Young
- 1957  Russell Mockridge
- 1956  George Goodwin
- 1955  Allan Geddes
- 1954  Hec Sutherland
- 1953  Basil Halsall
- 1952  Keith Rowley

### Frauen
- 2020  Lucy Kennedy
- 2019  Lucy Kennedy
- 2018  Brodie Chapman